# Myelitis
Als Myelitis (von griechisch myelos „Mark“), übersetzt Markentzündung, wird eine Entzündung des Rückenmarks oder des Knochenmarks (siehe Osteomyelitis) bezeichnet.
Das Rückenmark kann dabei
- diffus über den gesamten Rückenmarksquerschnitt (Querschnittmyelitis) oder
- herdförmig verteilt betroffen sein (disseminierte Myelitis).

Je nach Ausdehnung kann es in beiden Fällen zu einer sensiblen oder motorischen Querschnittlähmung kommen.

## Formen

### Parainfektiöse Myelitis
Eine parainfektiöse Myelitis kann nach Infektionskrankheiten wie Masern, Röteln, Typhus oder Malaria auftreten, z. B. durch eine Reaktion des Immunsystems.

### Metastatische Myelitis
Dabei handelt es sich um eine Myelitis, bei der die entsprechenden Erreger auf dem Blutweg, z. B. im Rahmen einer Sepsis oder einer Endokarditis, eingeschwemmt werden.

### Meningomyelitis
Eine Meningomyelitis kommt durch direktes Übergreifen einer Entzündung der Rückenmarkshäute auf das Rückenmark zustande.

### Poliomyelitis
Die Poliomyelitis (zu „Myelitis“, Markentzündung, und von altgriechisch πολιομυελίτις, neuer πολιομυελίτιδα „die Entzündung des grauen Marks“, von πολιός „der graue“ und μυελός „das Mark“), kurz Polio, deutsch Kinderlähmung oder Heine-Medin-Krankheit, ist eine von Polioviren hervorgerufene Infektionskrankheit, die die muskelsteuernden Nervenzellen des Rückenmarks befallen und zu bleibenden Lähmungserscheinungen bis hin zum Tod führen kann.
Viele Länder gelten dank der intensiven Impfprogramme der WHO mit der „Global Polio Eradication Initiative“ (GPEI) derzeit als infektionsfrei. Wildstämme des Poliovirus zirkulieren derzeit nur noch in Afghanistan, Pakistan und Nigeria. Die Impfquote südlich der Sahara besteht nur zu 85 %. Mutierte Impfviren (cVDPV „circulating Vaccine Derived Polio Virus“) stellen immer noch die Quelle von Polioausbrüchen dar. Deshalb geht von Ländern, in denen noch traditionell mit der oralen Lebendvakzine (OPV) geimpft wird, die Gefahr von Ausbrüchen der epidemischen Kinderlähmung aus.